# Tiroteo en el Colegio Americano de Monterrey
El tiroteo en el Colegio Americano del Noreste fue un hecho violento producido el 18 de enero de 2017 en Monterrey, Nuevo León, México, cuando un estudiante de secundaria, de 16 años de edad, disparó contra su profesora y compañeros con un arma corta calibre .22 LR mientras estaban en el salón de clases. Un incidente como este no se había presentado nunca antes en México. Se sospecha que la destreza que tuvo el alumno con el arma se debía a que él y su padre practicaban la cacería.

## Antecedentes
Debido al incremento de la violencia y la inseguridad en diversos estados de México, a partir de 2007, la Secretaría de Educación Pública implementó en los estados de Baja California, Chihuahua, Ciudad de México, Guerrero, Jalisco, Estado de México, Michoacán, Sinaloa, Quintana Roo el Programa Escuela Segura, el cual tiene como objetivo que las escuelas de nivel básico en México tengan "condiciones que propicien ambientes de seguridad y sana convivencia, favorables para la mejora de los aprendizajes, así como la práctica de valores cívicos y éticos". Dentro de las acciones contempladas por el programa se incluyó Mochila Segura, un operativo que consiste en la revisión aleatoria en la entrada de las escuelas de las mochilas del estudiante con el fin de detectar el ingreso de armas o de drogas a los planteles.
Al momento del ataque, según Aldo Fasci, fiscal del estado de Nuevo León, el operativo en dicho estado se aplicaba en el 90% de las escuelas públicas, y que en el caso de ciertas escuelas privadas, como en el caso del colegio del ataque, no se aplicaban revisiones debido a quejas de los padres.
Se informó que el arma que usó ese día era de su padre con el cual practicaban la caza.

## Ataque
A las 08:51 horas del 18 de enero de 2017, un estudiante de nivel secundaria del Colegio Americano del Noreste, ubicado en el fraccionamiento Del Paseo Residencial al sur de la ciudad de Monterrey, sentado en una silla al lado de la puerta del aula de clases, tomó un arma de fuego calibre .22 LR de su mochila y disparó a corta distancia a uno de sus compañeros, a su profesora Cecilia Solís y algunos de sus compañeros, de entre 13 y 15 años de edad. Luego, intentó dispararse, esto último sin éxito; recargó el arma usando cartuchos de una caja, y se disparó tras el mentón. Falleció ese mismo día en el Hospital Universitario Dr. José Eleuterio González. Solís falleció dos meses después debido a dificultades relacionadas con sus heridas.

## Reacciones
- El entonces presidente de México, Enrique Peña Nieto, a través de su cuenta de Twitter, lamentó el suceso "como padre de familia y como presidente".[9] Más tarde, en un vídeo, el presidente expresó que la seguridad en los salones de clase mexicanos es una competencia nacional, "y es que lo que pase en nuestros salones de clase, no sólo es un tema que involucre a directivos y a maestros, es una preocupación de todas y todos nosotros", expresó.[10]
- El gobernador del estado de Nuevo León, Jaime Rodríguez Calderón, lamentó los hechos, se solidarizó con las familias de las víctimas y llamó a los padres de familia a cuidar a sus hijos, "vigilemos qué hacen, qué sienten, qué dicen, hagamos que nuestras familias se fortalezcan, no dejemos que nos gane la violencia y regresemos a los valores".[11]
- El secretario de Educación Pública, Aurelio Nuño, calificó el hecho como de "violencia inaceptable", y aseguró dará seguimiento al caso.[12]
- Enrique Graue Wiechers, rector de la Universidad Nacional Autónoma de México, expresó que el hecho pudo ser causado por una sociedad "que está perdiendo muchos valores".[13]
- Diversos senadores lamentaron los hechos, llamando a la educación de las familias en los hogares y a aplicar programas de revisiones de mochilas. Respecto a este, la legisladora Angélica de la Peña rechazó las revisiones apelando a que dicha medida criminaliza a la infancia en edad escolar.[14]
- Un vídeo del ataque, grabado por el circuito cerrado instalado en el salón, fue publicado por el periódico Reforma.[15] Debido a la difusión rápida del material por redes sociales como Twitter y Facebook, el secretario de gobernación mexicano, Miguel Ángel Osorio Chong, declaró que había instruido a la verificación de las imágenes y vídeos del suceso considerando la dignidad de las víctimas del mismo.[16] El gobernador Rodríguez Calderón calificó la acción de compartir el video como "perversa y morbosa",[17] en tanto la fiscalía del estado aseguró que habría castigo a quien filtró el video a los medios de comunicación.[8]
- La noche del 18 de enero, compañeros y familiares de los estudiantes arribaron hasta la puerta de colegio, en donde colocaron una ofrenda con flores, veladoras y globos blancos.[18]
- Inspirado en este hecho, el cantante José Madero presentó la canción «Sonámbulos» para su álbum Noche, donde realiza una crítica hacia las personas con respecto a sus reacciones esporádicas desde las redes sociales en relación a noticias como esta.